# Миленко Шкорић
Миленко Шкорић (Београд, 22. априла 1992) српски је фудбалер који тренутно наступа за Раднички из Сремске Митровице.

## Трофеји и награде
Синђелић Београд
- Српска лига Београд : 2012/13.[5]